# Stefani Werremeier
Stefani Werremeier (ur. 17 października 1968 w Osnabrück) – niemiecka wioślarka. Srebrna medalistka olimpijska z Barcelony.
Urodziła się w RFN i do zjednoczenia Niemiec startowała w barwach tego kraju. Zawody w 1992 były jej pierwszymi igrzyskami olimpijskimi. Medal zdobyła w dwójce bez sternika, płynęła wspólnie z Ingeburg Schwerzmann. W 1996 zajęła w tej konkurencji czwarte miejsce. Na mistrzostwach świata zdobyła trzy medale: złoto w dwójce bez sternika w 1990 (jeszcze w barwach RFN) i 1994 w ósemce oraz srebro w dwójce bez sternika w 1991.